# Pseudotolithus
Pseudotolithus is een geslacht van straalvinnige vissen uit de familie van ombervissen (Sciaenidae). Het geslacht is voor het eerst wetenschappelijk beschreven in 1863 door Bleeker.

## Soorten
- Pseudotolithus elongatus (Bowdich, 1825) – Bobo-ombervis
- Pseudotolithus epipercus (Bleeker, 1863)
- Pseudotolithus moorii (Günther, 1865)
- Pseudotolithus senegallus (Cuvier, 1830)
- Pseudotolithus senegalensis (Valenciennes, 1833)
- Pseudotolithus typus Bleeker, 1863